# Logitech G15 Gaming Keyboard

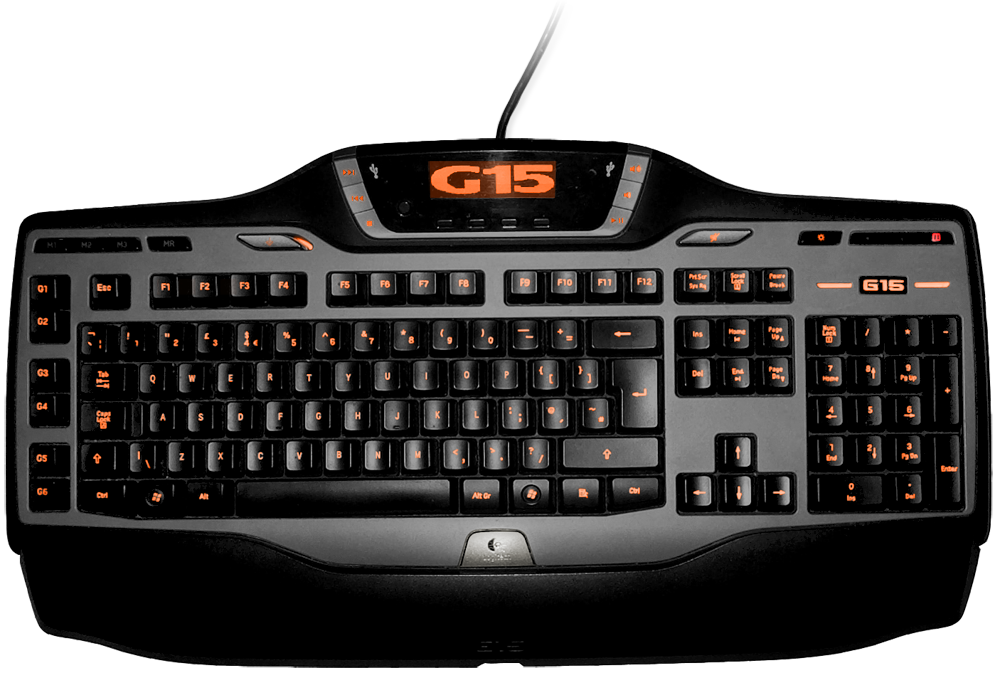
Logitech G15v2

De Logitech G15 is een toetsenbord geproduceerd door Logitech en speciaal gemaakt voor gamers. Het toetsenbord bevat 18 Macro (software) (G)-toetsen die elk bij een van de 3 M-toetsen een andere macro kan bevatten. Door de M-toetsen kan de gamer naar een andere modus gaan en nieuwe macrotoetsen gebruiken. Hierdoor zijn er 54 (3*18) macrotoetsen te gebruiken. De G15 heeft ook een monochroom lcd-scherm waarop verschillende soorten informatie getoond kan worden. Er kan bijvoorbeeld een klok of het weer op getoond worden. Dit lcd-scherm is vooral bedoeld om handige informatie van games weer te geven. Logitech distribueert een SDK (Software development kit) voor het lcd-scherm van het Toetsenbord zodat de gebruikers zelf ook programma's ervoor kunnen schrijven.

## Game- & programmaondersteuning
De G15 heeft uit zichzelf ondersteuning voor veel games. Voor deze spellen kan er informatie zoals munitie, levens en voorwerpen die de speler op het moment draagt worden weergegeven. Sommige games hebben patches nodig om de G15 ermee te kunnen laten werken. Details over deze patches kunnen gevonden worden op de website van Logitech. De momenteel werkende games en programma's die door Logitech zelf worden ondersteund staan hieronder in de lijst. Er bestaat ook een G15 v2.
| Gametitel                          | Status                       |
| ---------------------------------- | ---------------------------- |
| Battlefield 2142                   | Vereist patch 1.10+          |
| Battlefield Bad Company 2          | Ingebouwde ondersteuning     |
| Borderlands 2                      | Ingebouwde ondersteuning     |
| Brothers In Arms: Earned in Blood  | Vereist patch                |
| Brothers In Arms: Hell's Highway   | Ingebouwde ondersteuning     |
| Command & Conquer 3: Tiberium Wars | Vereist patch 1.05           |
| Command & Conquer 3: Kane's Wrath  | Ingebouwde ondersteuning     |
| Commandos Strike Force             | Ingebouwde ondersteuning     |
| Falcon 4.0: Allied Force           | Vereist patch                |
| GT Legends                         | Vereist patch                |
| GTR                                | Vereist patch                |
| GTR 2                              | Vereist patch                |
| Lineage II                         | Ingebouwde ondersteuning     |
| Lord of the rings:Online           | Ingebouwde ondersteuning     |
| Prey                               | Ingebouwde ondersteuning     |
| Red Orchestra: Ostfront 41-45      | Ingebouwde ondersteuning     |
| Rise of Legends                    | Automatische patch           |
| Sid Meier´s Civilization IV        | Vereist patch                |
| Sid Meier´s Railroads!             | Ingebouwde ondersteuning     |
| SiN Episodes: Emergence            | Ingebouwde ondersteuning     |
| Star Wars: Battlefront II          | Vereist patch                |
| Titan Quest Immortal Throne        | Te vinden in de plug-ins-map |
| Tom Clancy's Rainbow Six Lockdown  | Ingebouwde ondersteuning     |
| Unreal Tournament 2004             | Vereist patch                |
| Vendetta Online                    | Vereist patch                |
| War Front: Turning Point           | Ingebouwde ondersteuning     |
| World of Warcraft                  | Ingebouwde ondersteuning     |

| Programma               | Status                   |
| ----------------------- | ------------------------ |
| AMD LCD Keyboard Applet | Ingebouwde ondersteuning |
| Fraps                   | Vereist v2.7 of hoger    |
| Skype                   | Plug-in                  |
| Ventrilo                | Vereist v2.3.2 of hoger  |
| Xfire                   | Vereist v1.62 of hoger   |

## Features
- Compatibel met de LCD Studio-software
- Mogelijkheid tot het maken van hotkeys
- Mogelijkheid tot het maken van macro's zonder gebruik te maken van het "Keyboard Profiler" programma
- Mogelijkheid om de Windows toets uit te schakelen met een toets zodat een full-screen programma zich niet minimaliseert wanneer men op de Windows toets drukt
- Mogelijkheid om het huidige muzieknummer weer te geven op het lcd-scherm (Voor gebruik met Windows Media Player, iTunes etc.)
- Blauwe blacklight leds onder de toetsen met twee helderheidsniveaus. Men kan tussen deze helderheidsniveaus wisselen met een toets.
- Media en volume control toetsen
- Ingebouwde USB 1.1 Hub: Er zitten twee externe USB-poorten op de achterkant van het toetsenbord
- Inklapbaar lcd-scherm (voor veilige opberging)
- Kabelgootjes onder het toetsenbord

## Plug-ins
Er zijn veel onofficiële plug-ins gemaakt door de gebruikers van dit toetsenbord waaronder:
- Winamp-plug-in
- Task Manager-plug-in
- Weer-plug-in
- Trillian-plug-in
- Huisdier-plug-in
- File Browser-plug-in
- Bandbreedtemonitor
- Computerstatusmonitor
- E-mailmonitor

Al deze plug-ins gebruiken het lcd-scherm van het toetsenbord om de informatie weer te geven. De Trillian plug-in geeft de gebruiker de mogelijkheid om direct met zijn vrienden te chatten zonder de game te onderbreken.

## Systeemvereisten
- Windows XP, Vista, Windows 7
- Pc met Pentium-processor of compatibele processor
- 256 MB RAM Geheugen
- 20 MB vrije vasteschijfruimte
- Cd-rom-drive
- USB-poort
- Logitech GamePanel-lcd vereist software die GamePanel-technologie ondersteunt